# ریگانومیکس

ریگان در یک سخنرانی تلویزیونی در دفتر بیضی در ژوئیهٔ ۱۹۸۱، طرح خود دربارهٔ کاهش مالیات را توضیح می‌دهد.

ریگانومیکس (به انگلیسی: Reaganomics) (تلفظ انگلیسی: ‎/reɪɡəˈnɒmɪks/‎) تک‌واژ چندوجهی ساخته‌شده از نام «[رونالد] ریگان» (Reagan) و واژهٔ «اِکانمیکس» (economics)، برساختهٔ پل هاروی است که به اصلاحات و برنامه‌های اقتصادیِ رونالد ریگان، رئیس‌جمهور ایالات متحدهٔ آمریکا، در دههٔ ۱۹۸۰ میلادی اشاره دارد.